# Kurt Christoph von Schwerin
Kurt Christoph von Schwerin (také: Curt Christoph von Schwerin) (26. října 1684 Löwitz – 6. května 1757 Štěrboholy) byl pruský polní maršál. Byl jedním z nejdůležitějších generálů pruského krále Fridricha II. Velikého. Padl v bitvě u Štěrbohol.

## Životopis

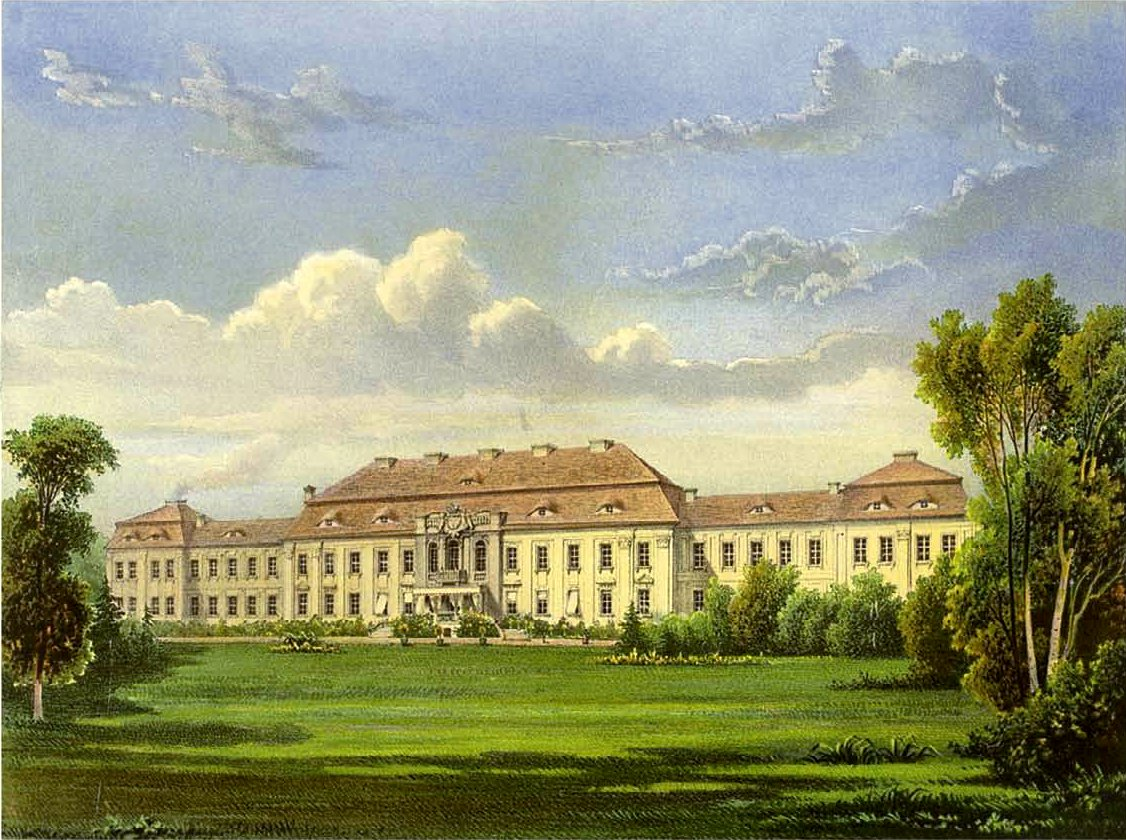
zámek Schwerinsburg

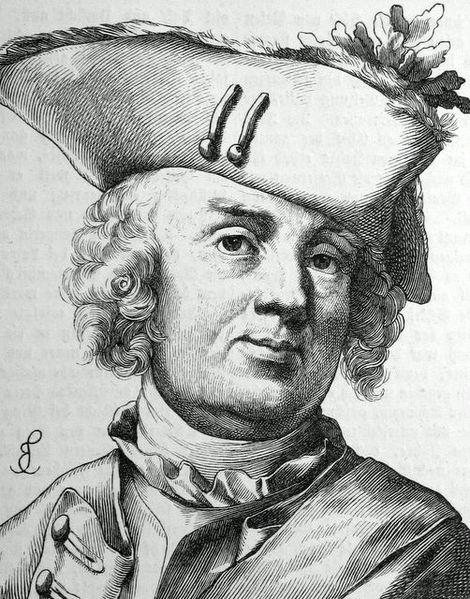
hrabě Kurt Christoph von Schwerin, anonymní tisk

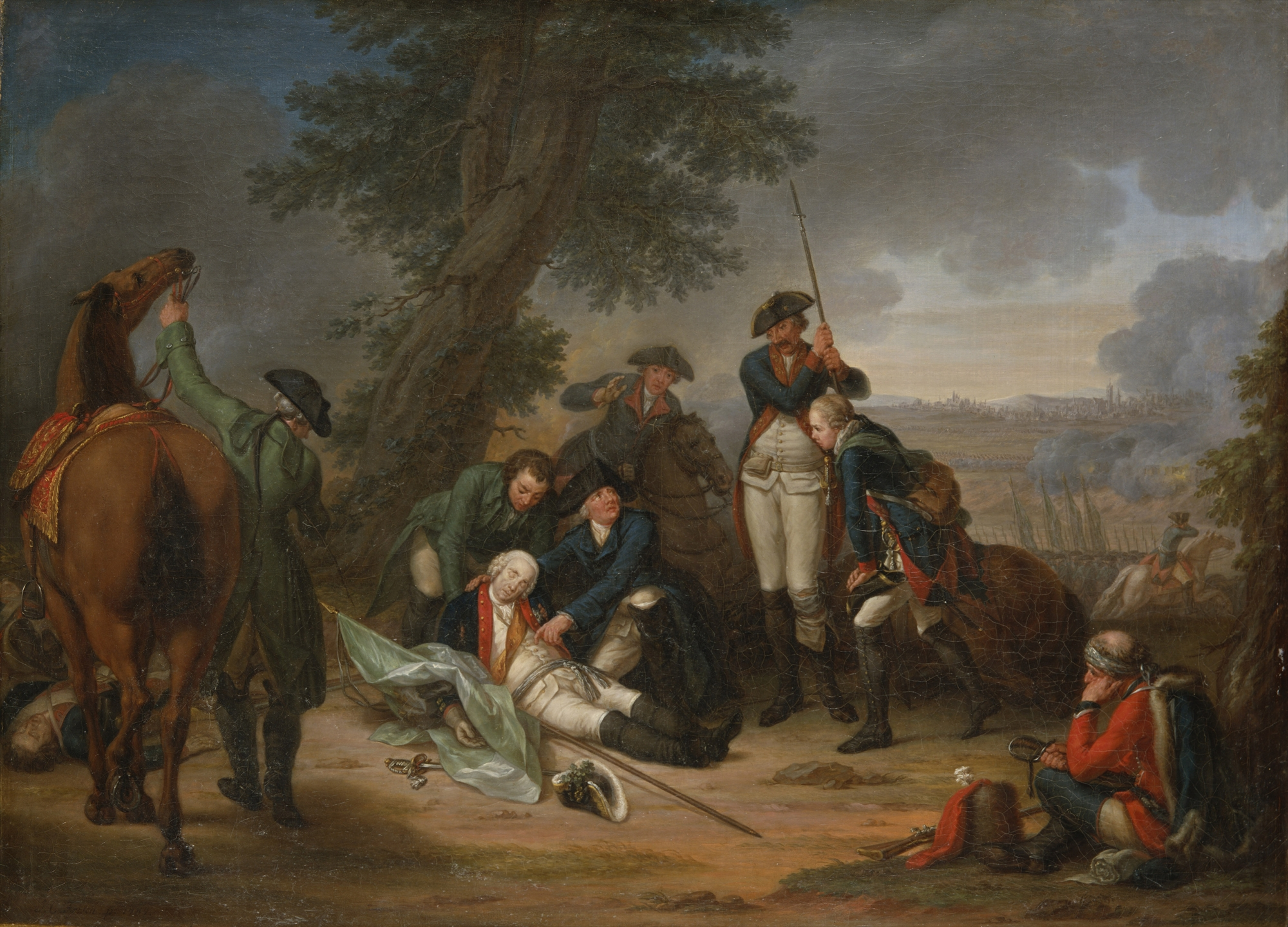
smrt polního maršála Kurta von Schwerina

Jeho rodiči byli Ulrich von Schwerin (1648–1697) a Anna Lucretia von Ramin (1653–1745). Narodil se v Pomořansku a jako praporčík vstoupil do pluku svého strýce generálporučíka Dettlofa von Schwerina a byl přidělen k rotě svého bratra podplukovníka Bernda Detlofa von Schwerina. Tento pluk byl převelen do Nizozemska v roce 1701 na začátku války o španělské dědictví. Účastnil se v bitvy u Schellenbergu a bitvy u Höchstädtu. V armádě vévody Friedricha Wilhelma von Mecklenburg-Schweriv byl roce 1703  postupně povýšen na poručíka, v roce 1705 na kapitána a v roce 1707 na podplukovníka. Účastnil se bitev u Ramillies, Malplaquet a se švédským velitelem Magnusem Stenbockem bitvy u Gadebusch. V roce 1708 byl povýšen na plukovníka. V roce 1711 byl vyslán ze Švédska na tajnou misi ke králi Karlu XII. do pevnosti Bender, zde byli s švédským králem v zajetí do roku 1713. V roce 1718 byl vévodou povýšen na generálmajora. V roce 1720 se část jeho panství ocitla Pruskem zabraném území, Kurt von Schwerin se rozhodl vstoupit do služeb pruského krále Friedricha II. V roce 1721 se stal jeho vyslancem u saského kurfiřta a v následujícím roce u polského krále. Mezi léty 1722 až 1723 se stal vlastníkem pěšího pluku. Kurt von Schwerin byl vzdělaný a humánní gentleman a jako velitel byl opakem Leopolda I. Anhaltského-Desavského a jeho neúnavného cvičení. V roce 1724 se hrabě Kurt von Schwerin marně snažil zabránit krvavému střetu mezi katolíky a protestanty v Toruni – toruňský tumult. V roce 1730 byl jako generálmajor členem vojenského soudu, který musel soudit pokus o útěk Hanse Hermanna von Katte a korunního prince. Ve stejném roce se stal guvernérem Peitzu. Veselý důstojník, který se věnoval umění a vědám, byl výjimkou v armádě krále vojáka. V roce 1731 byl povýšen na generálporučíka a dostal důvěru radit pruskému králi vojenských záležitostech. V letech 1720 až 1733 nechal poblíž Ducherowa postavit panské sídlo podobné zámku. Pruský král Friedrich Wilhelm I. nechal místo přejmenovat na Schwerinsburg po návštěvě zámku v roce 1733. V roce 1739 byl povýšen na generála pěchoty a následující rok byl povýšen na polního maršála a také získal šlechtický titul hraběte. V první slezské válce v roce 1741 zvítězil v téměř prohrané bitvě u Mollwitz poté, co doporučil pruskému králi opustit bojiště a dokázal pak bitvu zvrátit ve svůj prospěch. Po první slezské válce byl velitelem pevností Břeh a Nisa. Ve druhé slezské válce velel armádě pocházející z Kladska, která se v roce 1744 podílela na dobytí Prahy. Během sedmileté války v roce 1757 padl poblíž Prahy v bitvě u Štěrbohol, kdy sám vedl útok levého křídla proti rakouské armádě. Byl zasažen kartáčovou střelou, po které spadl z koně.

## Rodina
Byl dvakrát ženatý. Jeho první manželkou byla baronka Ulrike Eleonore von Krassow (1693–1754), dcera švédského generála Ernsta Detlofa von Krassow. Manželé spolu měli tři děti, které všechny zemřely v dětství:
- Hans Dettlof von Schverin (26. 4. 1711 Schwerin – 7. 4. 1715 Rostock)[5]
- Sophie Charlotte von Schwerin (19. 11. 1712 Schwerin – 8. 4. 1715 Rostock)[6]
- Carl Leopold von Schwerin (27. 2. 1715 Rostock – 27. 2. 1716 Schwerin)[7]

Jeho druhou manželkou byla Filipa Sophie Louise von Wakenitz (1696–1778). Manželství bylo sezdáno v říjnu 1754 krátce po smrti první manželky a legitimizovalo páru dvě děti narozené před svatbou:
- Karolina Magdalena Wesenberg (1717–1780) ⚭ 1735 Johann Christoph von Calbo
- Christine Charlotte (1721–1789) ⚭ Christoph Adam von Stedingk (1715–1791)

## Pocty a ocenění

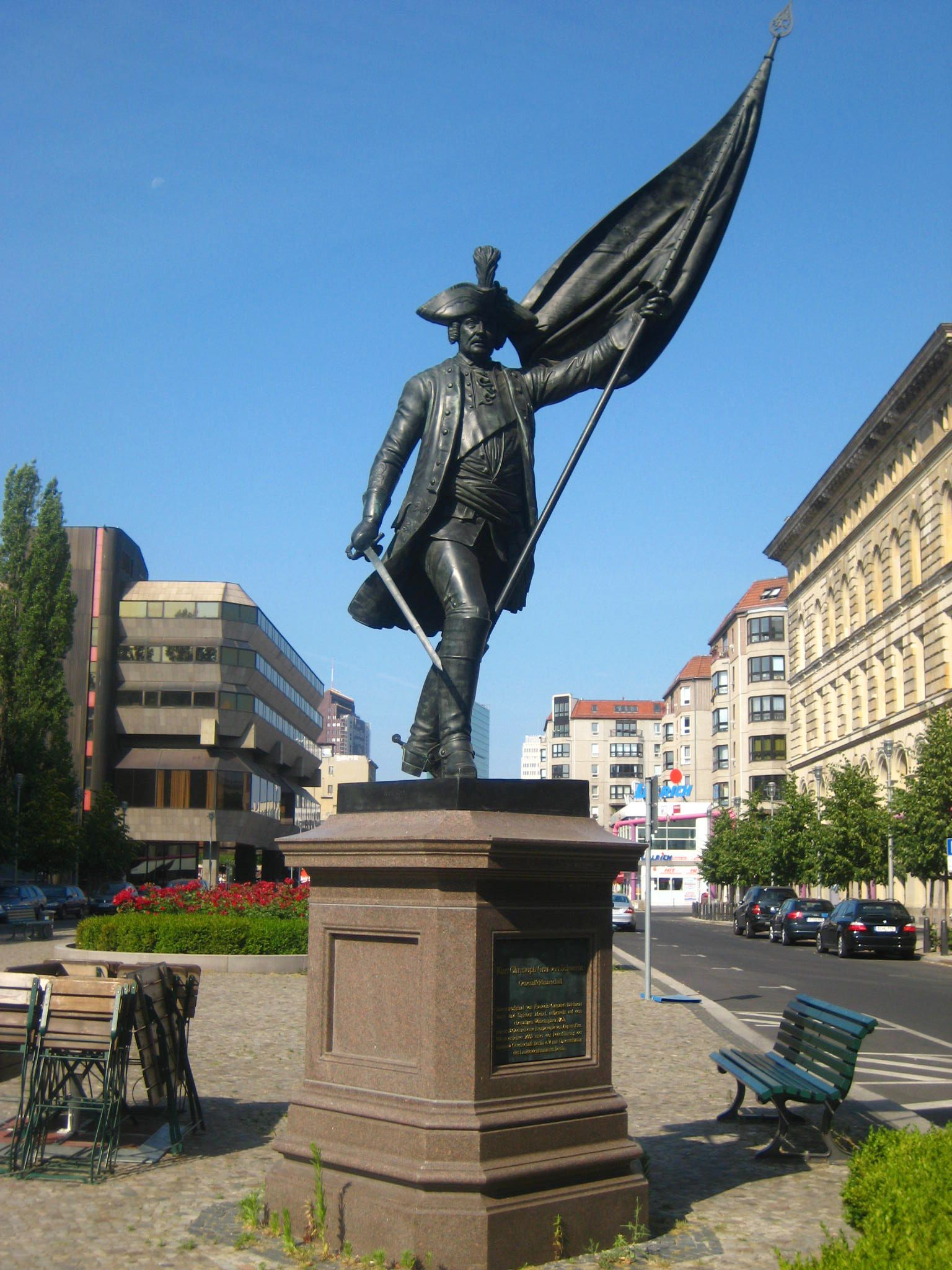
pomník polního maršála von Schwerina

- pomník polního maršála von Schwerinasocha na Wilhelmstraße v Berlíně postavena pruským králem Friedrichem II.
- pomník u Štěrbohol, dnes připomíná pamětní deska

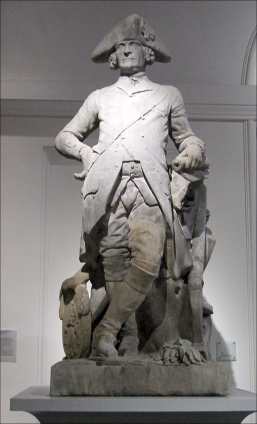

- Bettkoberův pomník v hale Německého muzeu historie v Berlíně
- v letech 1940-1945 po něm byla pojmenována Vinohradská třída v Praze

### Literatura

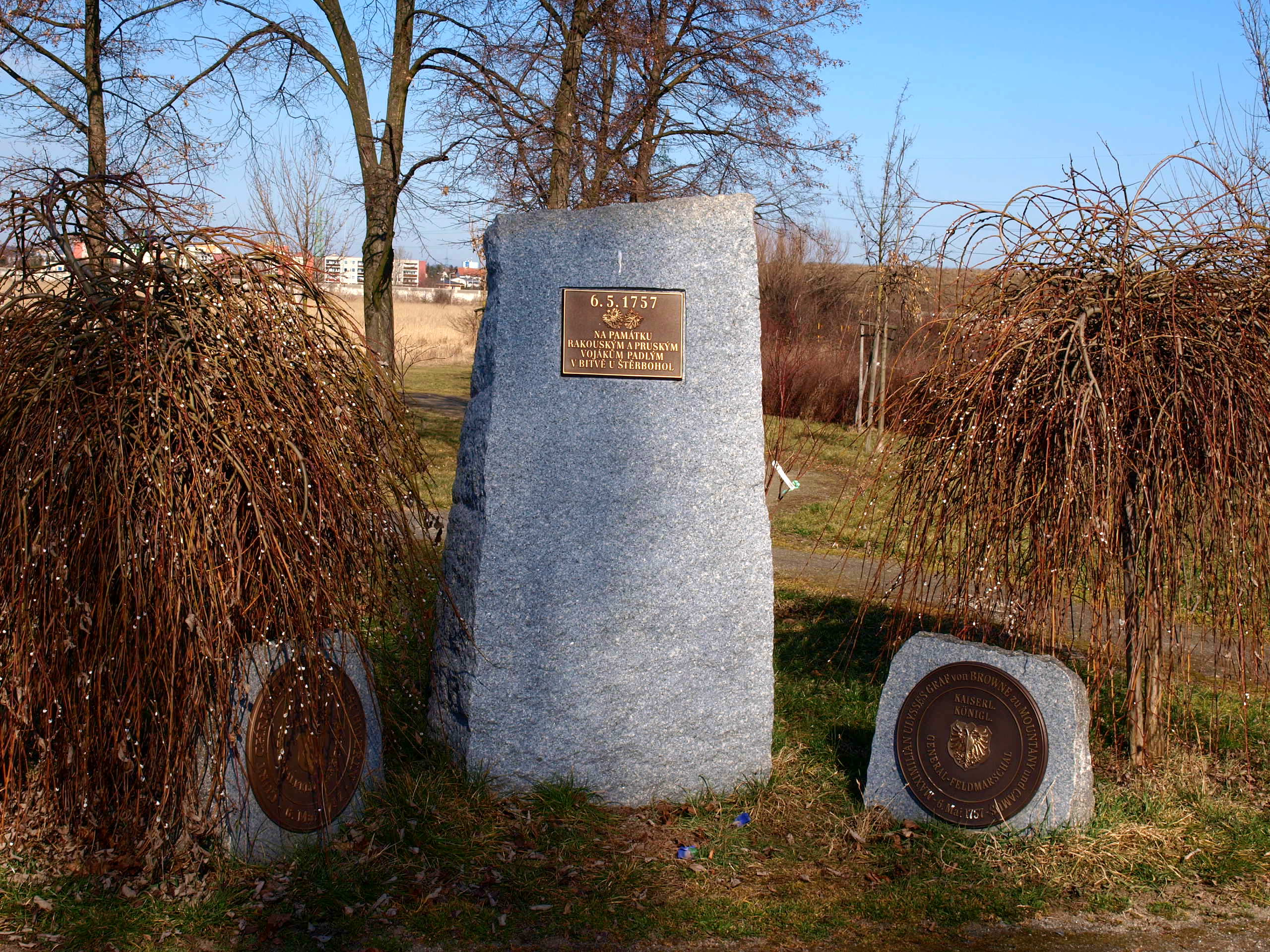
pamětní deska na hřbitově ve Štěrboholech